# Gong Seung-yeon
Đây là một tên người Triều Tiên, họ là Yoo.
Yoo Seung-yeon (sinh ngày 27 tháng 2 năm 1993), thường được biết đến với nghệ danh Gong Seung-yeon, là một nữ diễn viên Hàn Quốc. Cô được biết đến qua những bộ phim Cô nàng đáng yêu (2014), Lục long tranh bá (2015), Circle (2017) và Anh cũng là con người? (2018).

## Tiểu sử
Gong Seung-yeon sinh ngày 27 tháng 2 năm 1993 tại Suwon, Gyeonggi-do, Hàn Quốc. Cô là chị gái của Yoo Jeong-yeon, thành viên của nhóm nhạc nữ Twice. Cha của họ, Yoo Chang-joon, từng là đầu bếp riêng cho cựu Tổng Thống Kim Dae-jung, đồng thời là bếp trưởng của khách sạn Seoul Plaza trong hơn 20 năm, chuyên về ẩm thực Hàn Quốc. Ngoài người bố nổi tiếng, mẹ của cô cũng hoạt động trong lĩnh vực ẩm thực. Bà hiện đang là chủ của một nhà hàng ẩm thực Nhật Bản.

## Sự nghiệp

### 2012–2014: Khởi đầu
Gong Seung-yeon từng là một thực tập tại SM Entertainment trong 7 năm, sau khi giành được vị trí đầu tiên trong cuộc thi "SM Youth Best Contest" SM Entertainment tổ chức vào năm 2005. Cô đã rời đi vào năm 2012, sau khi mất hứng thú với ca hát.
Sau khi ra mắt trong một quảng cáo cho sản phẩm vệ sinh nữ White (Yuhan - Kimberly) vào năm 2012, Gong Seung-yeon bắt đầu xuất hiện trong những vai nhỏ trong các bộ phim truyền hình.

### 2015–nay: Sự nổi tiếng
Năm 2015, cô nhận được sự chú ý khi tham gia mùa thứ tư của chương trình thực tế Hàn Quốc We Got Married, đóng cặp với nam ca sĩ-diễn viên Lee Jong-hyun.
Cô cũng bắt đầu thu hút sự chú ý trong vai trò diễn viên với vai diễn trong bộ phim cổ trang Lục long tranh bá (2015-2016). Cô đã nhận được giải Ngôi sao mới tại lễ trao giải SBS Drama Awards.  Sau đó, cô đã được chọn vào vai chính đầu tiên của mình trong bộ phim My Only Love Song, được công chiếu trên Netflix vào năm 2017.
Năm 2017, cô tham gia bộ phim hài lãng mạn Introvert Boss của tvN. Cùng năm đó, cô đảm nhận vai chính trong bộ phim khoa học viễn tưởng Circle.
Vào tháng 3 năm 2018, cô đã ký hợp đồng độc quyền với BH Entertainment. Sau đó, cô đóng vai chính trong bộ phim tình cảm khoa học viễn tưởng Are you human too? của tvN với Seo Kang-joon, bộ phim điện ảnh My Dream Class và hát bài hát chủ đề cho bộ phim cùng với em gái Yoo Jeong-yeon.
Năm 2019, cô được chọn tham gia bộ phim tình cảm lãng mạn cổ trang Flower Crew: Joseon Marriage Agency của JTBC.

## Danh sách phim

### Phim điện ảnh
| Năm  | Tên            | Nhân vật   | Ghi chú   |
| ---- | -------------- | ---------- | --------- |
| 2018 | My Dream Class | Jeong-seok | Phim ngắn |

### Phim truyền hình
| Năm  | Kênh    | Tên                                 | Nhân vật                          |
| ---- | ------- | ----------------------------------- | --------------------------------- |
| 2012 | tvN     | I Love Lee Tae-ri                   | Mi-mi                             |
| 2014 | SBS     | My Lovely Girl                      | Seo Yoon-ji                       |
| 2015 | SBS     | Thế giới tin đồn                    | Seo Noo-ri                        |
| 2015 | SBS     | Lục long tranh bá                   | Min Da-kyung (Nữ hoàng Wongyeong) |
| 2016 | KBS2    | The Master of Revenge               | Kim Da-hae                        |
| 2016 | KBS2    | The Sound of Your Heart             | Khách mời                         |
| 2017 | tvN     | Introvert Boss                      | Eun Yi-soo                        |
| 2017 | tvN     | Circle                              | Han Jung-yeon                     |
| 2017 | Netflix | My Only Love Song                   | Song Soo-jung                     |
| 2017 | OCN     | Meloholic                           | Khách mời                         |
| 2017 | JTBC    | A Midsummer's Memory                | Khách mời                         |
| 2018 | KBS2    | Anh cũng là con người?              | Kang So-bong                      |
| 2019 | JTBC    | Flower Crew: Joseon Marriage Agency |                                   |
| 2021 | tvN     | Bulgasal: Immortal Souls            | Min Si Ho                         |

### Dẫn chương trình
| Ngày                                      | Kênh | Tên      | Ghi chú                                |
| ----------------------------------------- | ---- | -------- | -------------------------------------- |
| 3 tháng 7 năm 2016 – 22 thánng 1 năm 2017 | SBS  | Inkigayo | MC, với Yoo Jeong-yeon và Kim Min-seok |

### Chương trình giải trí
| Năm  | Kênh | Tên                                | Vai trò            | Ghi chú                        |
| ---- | ---- | ---------------------------------- | ------------------ | ------------------------------ |
| 2015 | MBC  | We Got Married 4                   | Thành viên cố định | Tập 263–286, với Lee Jong-hyun |
| 2016 | tvN  | Eat, Sleep, Eat in Krabi, Thailand | Thành viên cố định | với Lee Seung-hoon             |

### Music Video
| Năm  | Tên bài hát                       | Nghệ sĩ        |
| ---- | --------------------------------- | -------------- |
| 2012 | "Do It"                           | Sunny Hill     |
| 2014 | "Over the Destiny"                | 2AM            |
| 2015 | "Me, Myself"                      | Shin Seung-hun |
| 2016 | "#Like"                           | Fiestar        |
| 2017 | "When I Was In Love" (short film) | PENTAGON       |

## Đại sứ
| Năm  | Tổ chức/sự kiện                          | Ghi chú        |
| ---- | ---------------------------------------- | -------------- |
| 2014 | Hiệp hội bệnh Lao phổi quốc gia Hàn Quốc | Đại sứ danh dự |
| 2016 | Liên hoan phim tài liệu DMZ lần thứ 8    | Đại sứ danh dự |

## Giải thưởng và đề cử
| Năm                    | Giải thưởng                   | Hạng mục                                        | Đề cử                               | Kết quả   | Nguồn  |
| ---------------------- | ----------------------------- | ----------------------------------------------- | ----------------------------------- | --------- | ------ |
| 2005                   | 9th SM Youth Best Contest     | Best Face 1st Place                             | —                                   | Đoạt giải | [ 10 ] |
| 2015                   | 23rd SBS Drama Awards         | New Star Award                                  | Lục long tranh bá, Thế giới tin đồn | Đoạt giải | [ 11 ] |
| 2016                   | 10th SBS Entertainment Awards | Newcomer Award, Female (với Yoo Jeong-yeon)     | Inkigayo                            | Đoạt giải | [ 12 ] |
| 2016                   | 30th KBS Drama Awards         | Best New Actress (TV)                           | The Master of Revenge               | Đề cử     |        |
| 2017                   | 53rd Baeksang Arts Awards     | Best New Actress (TV)                           | The Master of Revenge               | Đề cử     |        |
| 1st The Seoul Awards   | Best New Actress (Drama)      | Introverted Boss                                | Đề cử                               |           |        |
| 2nd Asia Artist Awards | New Wave Award                | —                                               | Đoạt giải                           | [ 13 ]    |        |
| 2018                   | 32nd KBS Drama Awards         | Excellence Award, Actress in a Mid-length Drama | Anh cũng là con người?              | Đề cử     | [ 14 ] |
| 2018                   | 32nd KBS Drama Awards         | Best Couple (với Seo Kang-joon)                 | Anh cũng là con người?              | Đoạt giải | [ 14 ] |